# Le Bedeau
Pour les articles homonymes, voir Bedeau.
Pour plus de détails, voir Fiche technique et Distribution.
Le Bedeau (Farářův konec) est un film tchécoslovaque réalisé par Evald Schorm, sorti en 1969.

## Synopsis
Un bedeau se déguise en prêtre et, sur un malentendu, est invité par un villageois à devenir le pasteur de son église.

## Fiche technique
- Titre : Le Bedeau
- Titre original : Farářův konec
- Réalisation : Evald Schorm
- Scénario : Evald Schorm et Josef Škvorecký
- Musique : Jan Klusák
- Photographie : Jaromír Sofr
- Montage : Jirina Lukesová
- Société de production : Filmové studio Barrandov
- Pays :  Tchécoslovaquie
- Genre : Comédie noire
- Durée : 98 minutes
- Dates de sortie : 
  -  Tchécoslovaquie : 10 janvier 1969

## Distribution
- Vlastimil Brodský : Kostelník
- Jan Libícek : Kantor
- Jana Brejchová : Majka
- Zdena Skvorecka : Anna
- Josefa Pechlatová : Babicka
- Helena Ruzicková : Hospodyne

## Distinctions
Le film a été présenté en sélection officielle au Festival de Cannes 1969,.